# Sigrid Jones
Sigrid Kristina Jones, även verksam under namnet Sigrir Jons, född 21 september 1886 i Hammarlunda, Skåne, död 1966 i Malmö, var en svensk målare. 
Hon var dotter till lantbrukaren John Johnsson och Agda Mattson. Jones studerade vid Althins målarskola och Wilhelmsons målarskola i Stockholm 1922 samt i München 1923. Separat ställde hon ut på Malmö rådhus 1931 och hon medverkade i samlingsutställningar med Skånes konstförening. Hennes konst består av porträtt, stilleben, bibliska motiv, figurkompositioner, ofta med gamla i olja eller akvarell.